# Гідрогеологія Білорусі
У межах Білорусі відомі артезіанські басейни:
- Прибалтійський,
- Оршанський,
- Підлясько-Брестський (Берестейський)
- Прип'ятський.

Областю живлення для цих басейнів є центральна частина Білоруської антеклізи.